# Kościół św. Floriana w Żninie
Kościół Świętego Floriana w Żninie – jeden z trzech kościołów rzymskokatolickich w Żninie, w województwie kujawsko-pomorskim. Należy do dekanatu żnińskiego. Mieści się przy ulicy 700-lecia.

## Historia
Świątynia została wybudowana w XV wieku w stylu gotyckim. Do jej budowy użyto kamiennych ciosów z romańskiej budowli z XIII stulecia. W końcu XVIII wieku została przebudowana w stylu barokowym przez biskupa Stefana Łubieńskiego. W latach 1910–1924 do kościoła została dobudowana neobarokowa wieża.

## Wyposażenie
Wnętrze świątyni reprezentuje style: barokowy i późnoklasycystyczny. Na tęczowej belce jest umieszczona późnogotycka Grupa Ukrzyżowania. Ołtarz główny, częściowo wykonany ze stiuku, posiada ozdoby w postaci adorujących aniołów, które otaczają kolumny i pilastry podtrzymujące faliste gzymsy i zakończenie ołtarza. W jego centrum jest umieszczony obraz św. Floriana. Ołtarze boczne są wklęsłego kształtu. Na prawym są umieszczone rzeźby św. Jana Nepomucena i Józefa z pierwszej połowy XVII stulecia. Lewy ołtarz jest ozdobiony: Pietą z XVI stulecia i wczesnobarokową rzeźbą z XVIII stulecia przedstawiającą św. Stanisława i Wojciecha. Na ambonie jest umieszczona rzeźba Chrystusa Zmartwychwstałego. Nieodłącznym elementem świątyni są późnoklasycystyczne organy z drugiej połowy XIX stulecia. Dwa konfesjonały z rokokową dekoracją zostały wykonane w końcu XVIII stulecia.